# Elecciones presidenciales de Estados Unidos de 1964
Las elecciones presidenciales de Estados Unidos de 1964 fue la sexta elección más desequilibrada de las elecciones presidenciales en la historia de los Estados Unidos, después de las elecciones de 1864, 1936, 1972, 1980 y 1984 (en términos de votos electorales, en términos de voto popular, fue la quinta más desequilibrada). 
El presidente Lyndon B. Johnson había llegado a la oficina menos de un año antes, tras el asesinato de su predecesor, John F. Kennedy y Johnson tuvo éxito ya que se le sumaba la popularidad de Kennedy. Johnson también derrotó con éxito a su oponente, el senador republicano Barry Goldwater, de Arizona, como legislador de derecha que querían abolir los programas de bienestar social creada en los años 1930 (como el Seguro Social). LBJ abogó por más de esos programas, y después de 1965, instituyó tres: el cuidado médico (Medicare), la ayuda médica (Medicaid), y la Guerra contra la pobreza. Con estos factores en los que trabajaba, Johnson ganó fácilmente la Presidencia, tenía a 44 de los 50 estados y el Distrito de Columbia. 
Como el de 2009, el 22,6 que era el punto porcentual de Johnson dio margen a la victoria en el voto popular y es el quinto mayor margen de este tipo en la historia de las elecciones presidenciales (después de los márgenes de la elección 1920 de 1924 las elecciones de 1936 las elecciones, y en 1972 las elecciones). Johnson ganó 61,1% del voto nacional popular, que sigue siendo el mayor porcentaje del voto popular ganado por un candidato las elecciones de los Estados Unidos desde 1820. La elección también se recuerda debido al estado de Goldwater como un pionero en el movimiento conservador moderno. Curiosamente, era la primera vez en la historia en la que los republicanos conquistaban el "Dixie", el último bastión demócrata. Desde entonces, los del partido del elefante conseguirían esos estados en todos los comicios posteriores, menos en los del año siguiente y algunos posteriores. 
Ningún candidato demócrata consiguió un resultado electoral tan bueno como el de Johnson después de 1964.

## Nominaciones

### Nominaciones del Partido Demócrata
El Partido Demócrata proclamó como candidato al presidente Lyndon B. Johnson, para que se presentara a la reelección junto con el senador Hubert Humphrey como candidato a vicepresidente. Todos los candidatos que pasaron las primarias fueron:

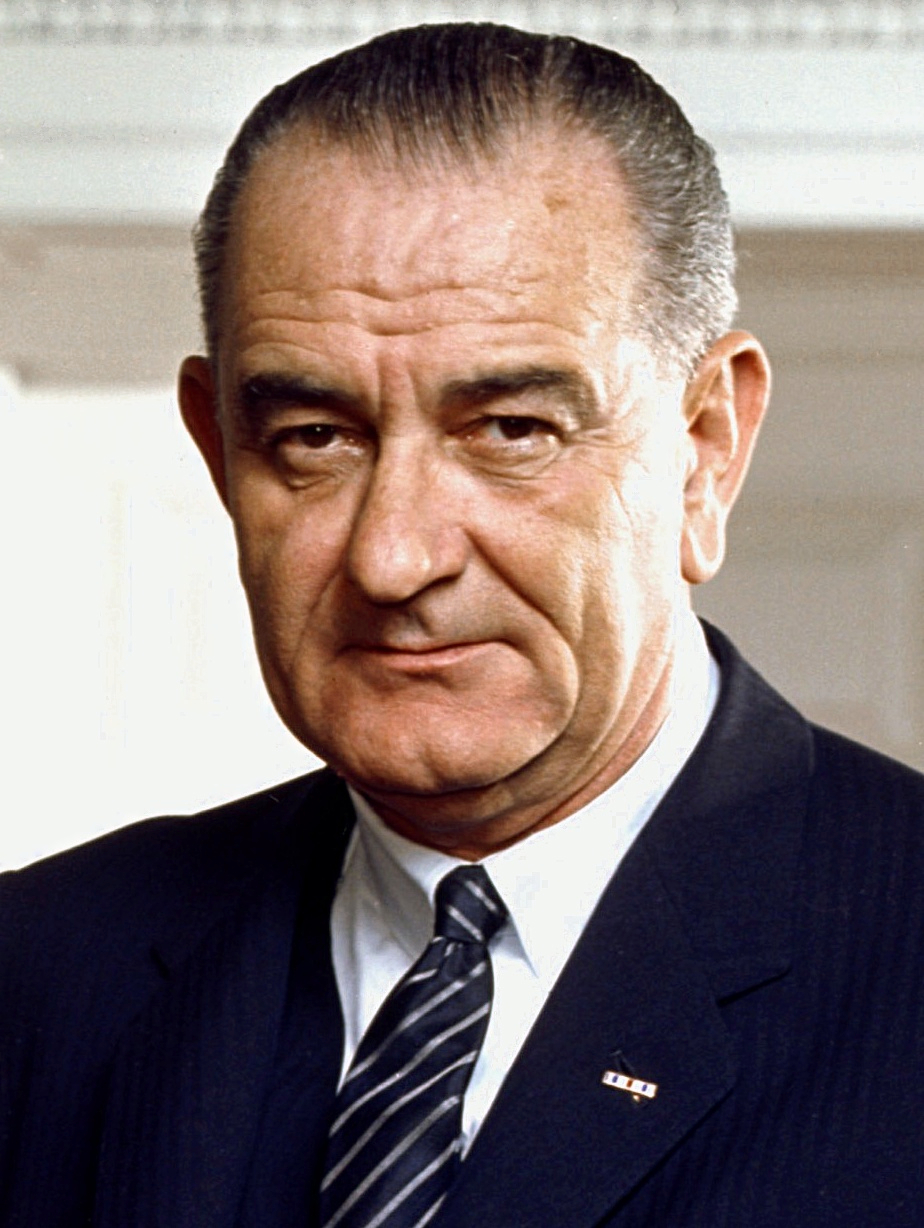
Presidente Lyndon B. Johnson de Texas.
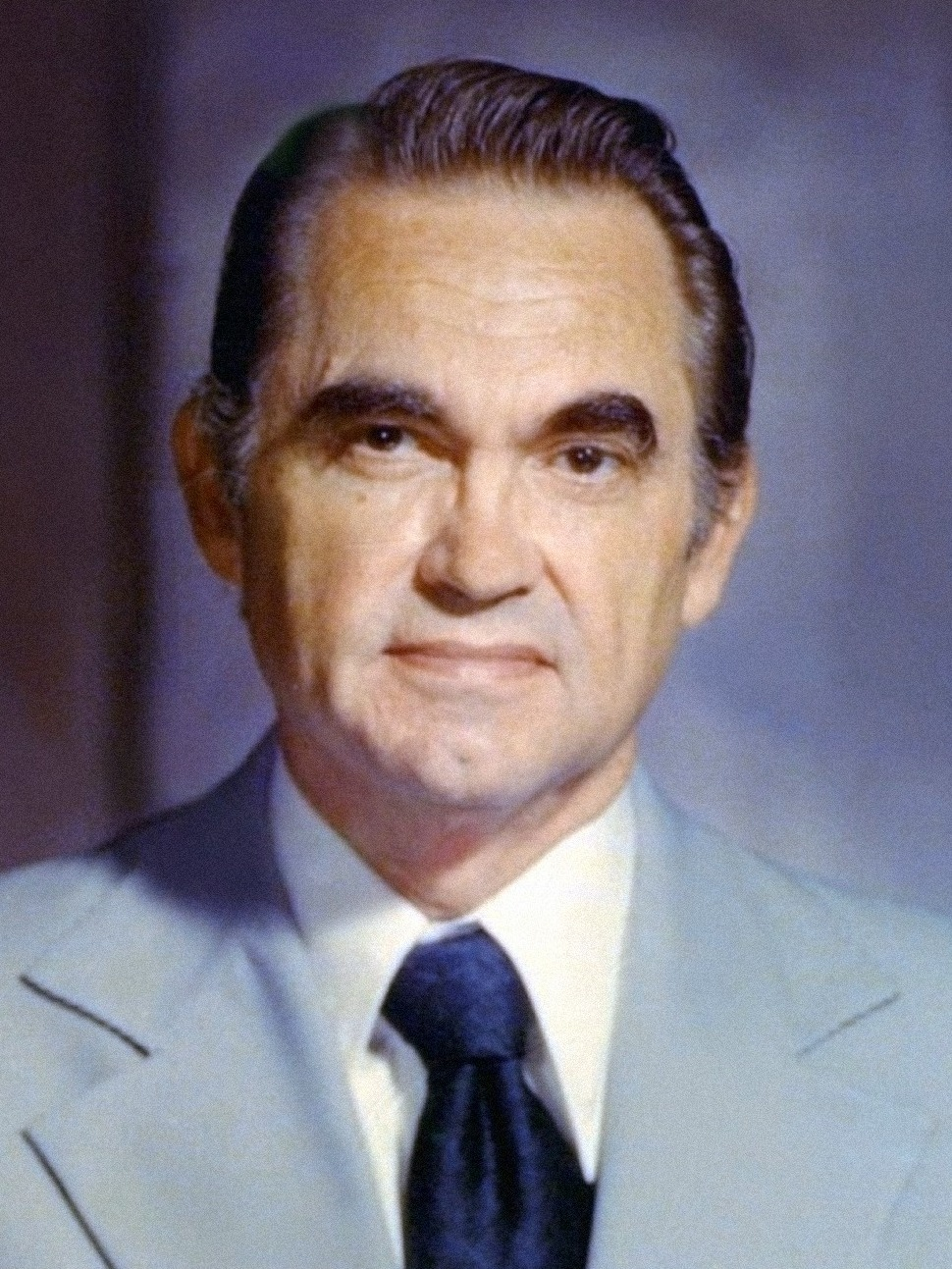
Gobernador George Wallace de Alabama.
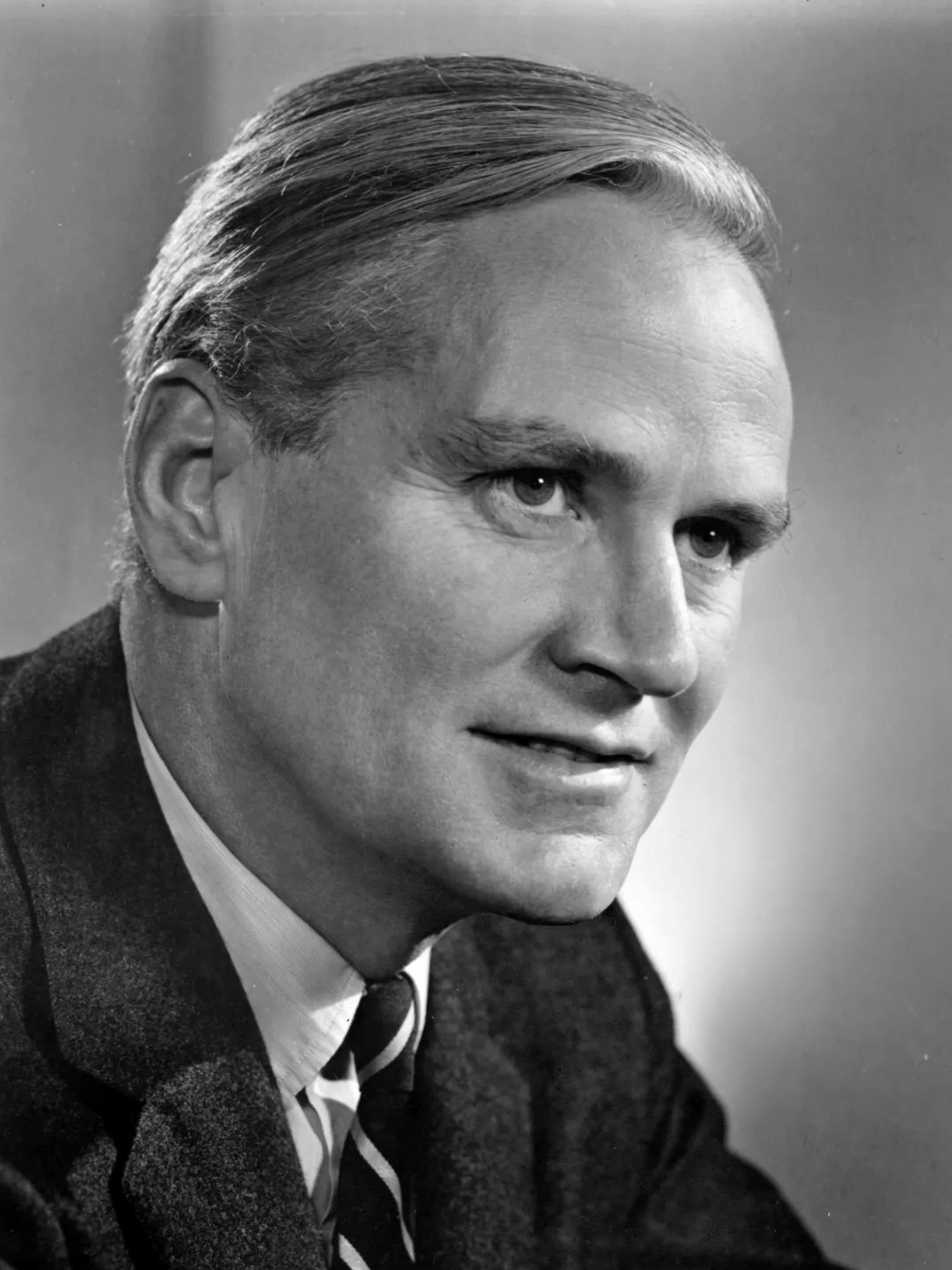
Senador Daniel Brewster de Maryland.
Senador Jennings Randolph de Virginia Occidental.
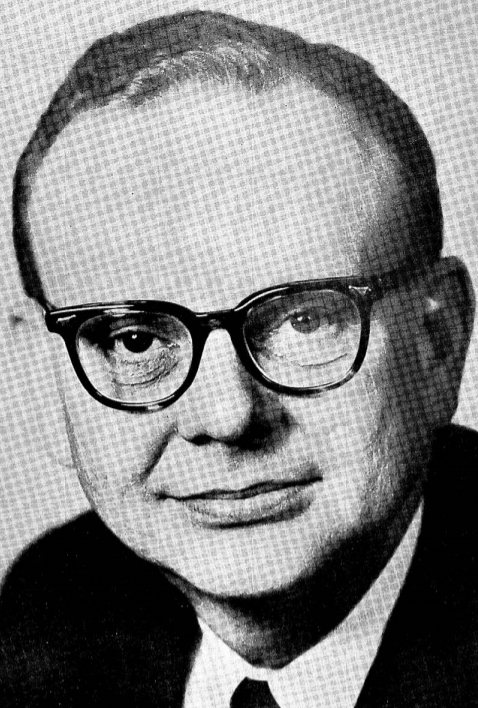
Gobernador John W. Reynolds de Wisconsin.
Gobernador Matthew E. Welsh de Indiana.
Alcalde Sam Yorty de Los Ángeles, California.
Gobernador Pat Brown de California.
Gobernador Albert Porter de Ohio.

Hasta la época de la convención, el presidente Johnson insistió en que no estaba decidido a presentarse a un segundo mandato, lo que llevó a sus partidarios en las primarias a incluirlo como candidato o a votar por sus hijos favoritos. Todos estos “hijos favoritos” terminaron apoyando a Johnson, lo que llevó a que Johnson recibiera el 88,41% de los votos a través de sus representantes, a pesar de que formalmente había recibido solo el 17,8% de los votos.
El único candidato, además del presidente Johnson, que hizo campaña activamente fue el entonces gobernador de Alabama, George Wallace, que participó en varias primarias del norte, aunque su candidatura estaba más orientada a promover la filosofía de los derechos de los estados entre una audiencia del norte; aunque esperaba cierto apoyo de las delegaciones del sur, Wallace estaba seguro de que no era candidato a la nominación demócrata.

#### Delegación de Misisipi
En la convención nacional, el Partido Demócrata por la Libertad de Misisipi (MFDP, por sus siglas en inglés) reclamó los escaños para los delegados de Misisipi, no sobre la base de las reglas del partido, sino porque la delegación oficial de Misisipi había sido elegida mediante un sistema de primarias blancas. Los líderes liberales del partido nacional apoyaron una división equitativa de los escaños entre las dos delegaciones de Misisipi; a Johnson le preocupaba que, aunque los demócratas regulares de Misisipi probablemente votarían por Goldwater de todos modos, rechazarlos le haría perder el Sur. Finalmente, Hubert Humphrey, Walter Reuther y los líderes negros de los derechos civiles, incluidos Roy Wilkins, Martin Luther King Jr. y Bayard Rustin, elaboraron un compromiso: el MFDP se quedó con dos escaños; la delegación regular de Misisipi debía comprometerse a apoyar la candidatura del partido; y ninguna convención demócrata futura aceptaría una delegación elegida mediante una encuesta discriminatoria. Joseph L. Rauh Jr., el abogado del MFDP, inicialmente rechazó este acuerdo, pero finalmente ocuparon sus escaños. Muchos delegados blancos de Misisipi y Alabama se negaron a firmar ningún compromiso y abandonaron la convención; y muchos jóvenes defensores de los derechos civiles se sintieron ofendidos por cualquier compromiso. Los biógrafos de Johnson, Rowland Evans y Robert Novak, afirman que el MFDP cayó bajo la influencia de los "radicales negros" y rechazó sus escaños.Johnson más tarde perdería Luisiana, Alabama, Misisipi, Georgia y Carolina del Sur en las elecciones generales.

#### Selección de vicepresidente
Johnson también tuvo problemas con Robert F. Kennedy, el hermano menor del presidente Kennedy y el fiscal general de los Estados Unidos. La relación entre Kennedy y Johnson fue problemática desde la época en que Robert Kennedy era miembro del personal del Senado. El entonces líder de la mayoría Johnson supuso que la hostilidad de Kennedy era el resultado directo del hecho de que Johnson contaba con frecuencia una historia que avergonzaba al patriarca de la familia, Joseph P. Kennedy, exembajador en el Reino Unido. Según su relato, Johnson y el presidente Franklin D. Roosevelt engañaron al embajador, en una visita de regreso a los Estados Unidos, para creer que Roosevelt deseaba reunirse en Washington con fines amistosos; de hecho, Roosevelt planeó -y lo hizo- despedir al embajador, debido a las opiniones bien publicitadas de este último.La hostilidad entre Johnson y Robert Kennedy se volvió mutua en las primarias de 1960 y la Convención Nacional Demócrata de 1960, cuando Kennedy intentó evitar que Johnson se convirtiera en el compañero de fórmula de su hermano, una medida que amargó profundamente a ambos hombres.
A principios de 1964, a pesar de su animosidad personal hacia el presidente, Kennedy intentó obligar a Johnson a aceptarlo como su compañero de fórmula. Johnson eliminó esta amenaza al anunciar que ninguno de los miembros de su gabinete sería considerado para el segundo puesto en la lista demócrata. Johnson también se preocupó de que Kennedy pudiera utilizar su discurso programado en la Convención Demócrata de 1964 para crear una oleada de emoción entre los delegados para convertirlo en el compañero de fórmula de Johnson; lo evitó programando deliberadamente el discurso de Kennedy para el último día de la convención, después de que su compañero de fórmula ya había sido elegido. Poco después de la Convención Demócrata de 1964, Kennedy decidió dejar el gabinete de Johnson y presentarse al Senado de los Estados Unidos en Nueva York; ganó las elecciones generales en noviembre. Johnson eligió al senador estadounidense Hubert Humphrey de Minnesota, un activista liberal y de los derechos civiles, como su compañero de fórmula.

### Nominaciones del Partido Republicano
El Partido Republicano proclamó como candidato, tras un resultado de unas estrechas primarias, al senador por Arizona, Barry Goldwater, que eligió después al Presidente del Comité Nacional Republicano, William E. Miller, como su compañero de fórmula. En el histórico debate del 64, Johnson salió victorioso. Para las elecciones de noviembre el dúo Johnson/Humphrey ganaron con mucha mayoría ante el dúo Goldwater/Miller. Todos los candidatos republicanos fueron:

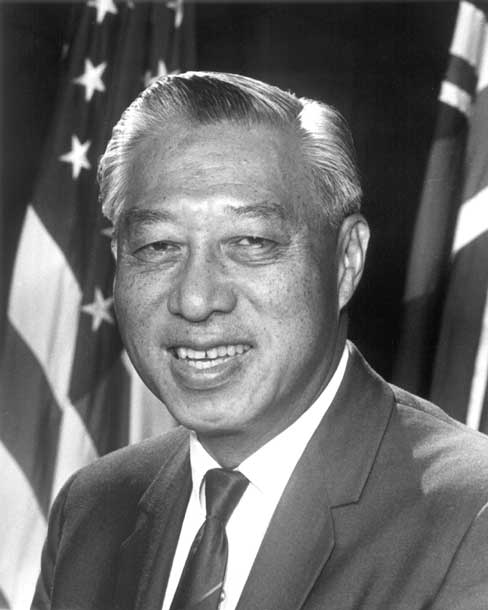
Senador Hiram Fong de Hawaii.
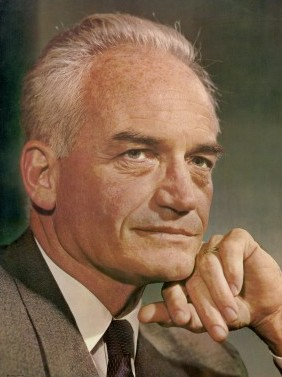
Senador Barry Goldwater de Arizona.
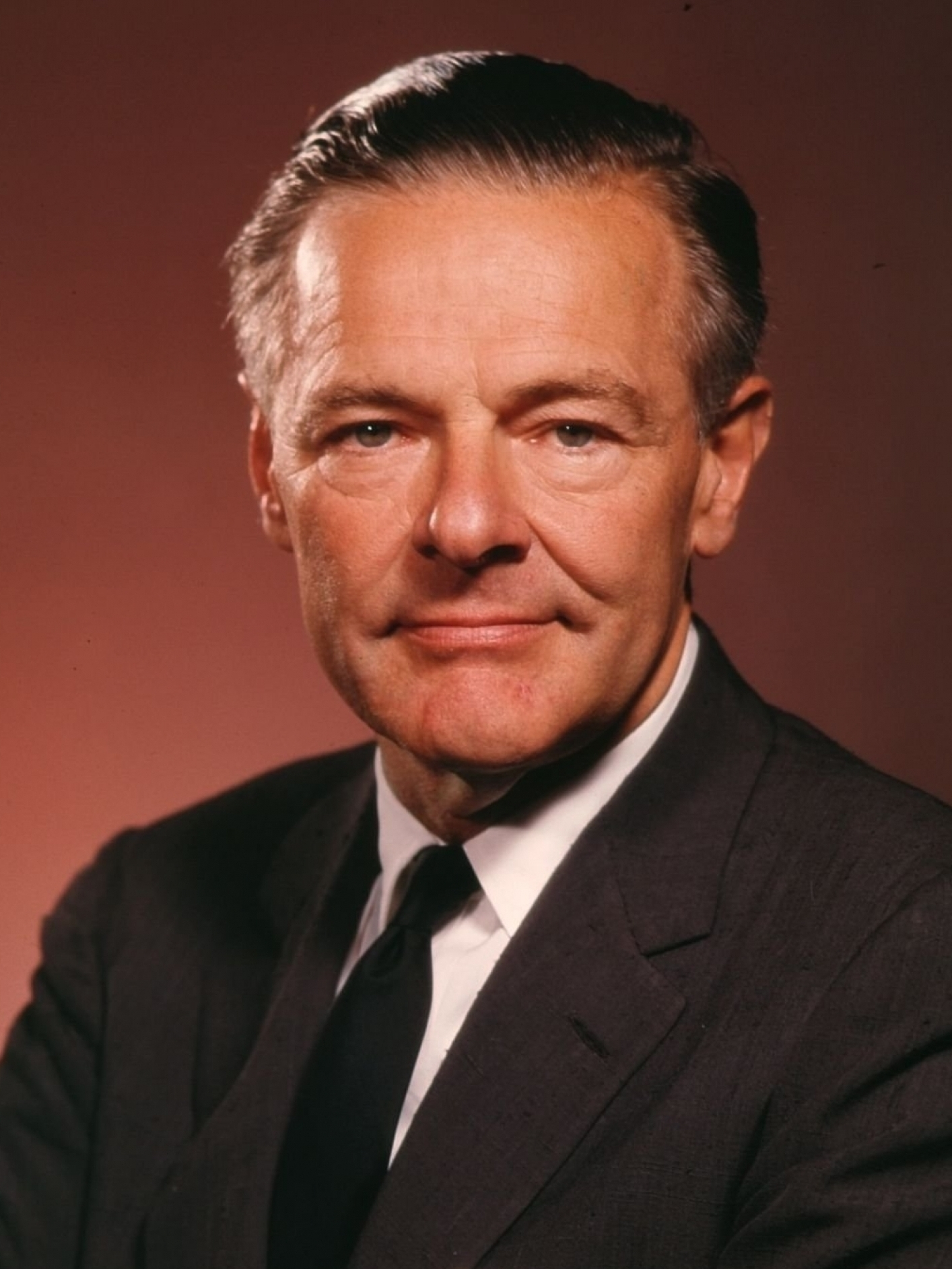
Senador Henry Cabot Lodge Jr. de Massachusetts.
Gobernador James Rhodes de Ohio.
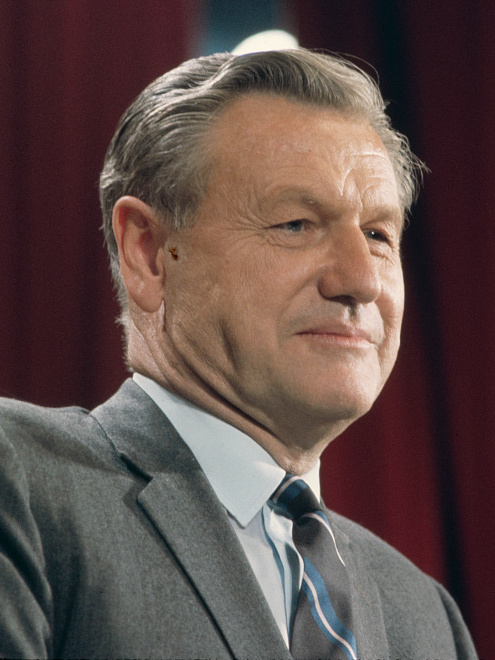
Gobernador Nelson Rockefeller de Nueva York.
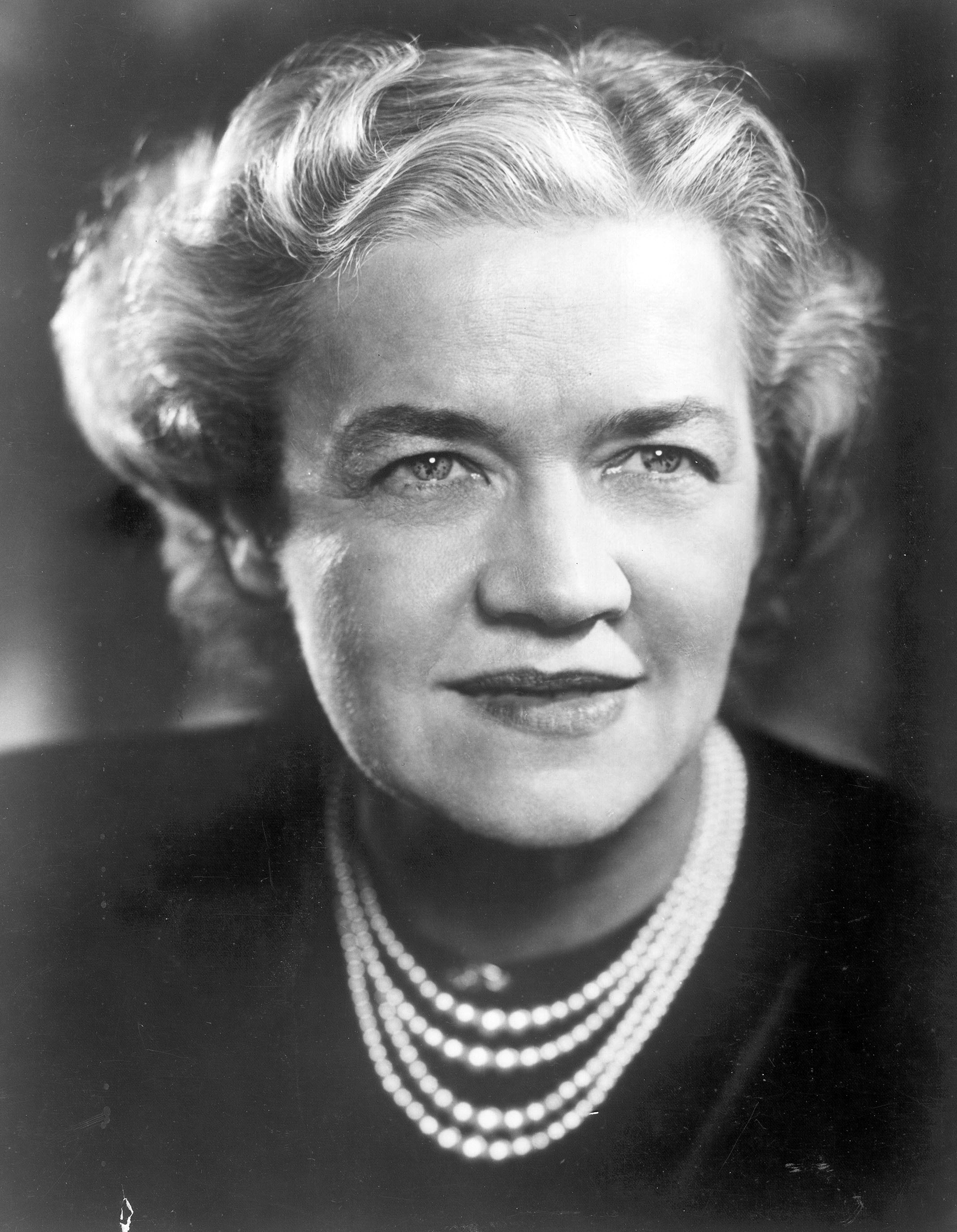
Senadora Margaret Chase Smith de Maine.
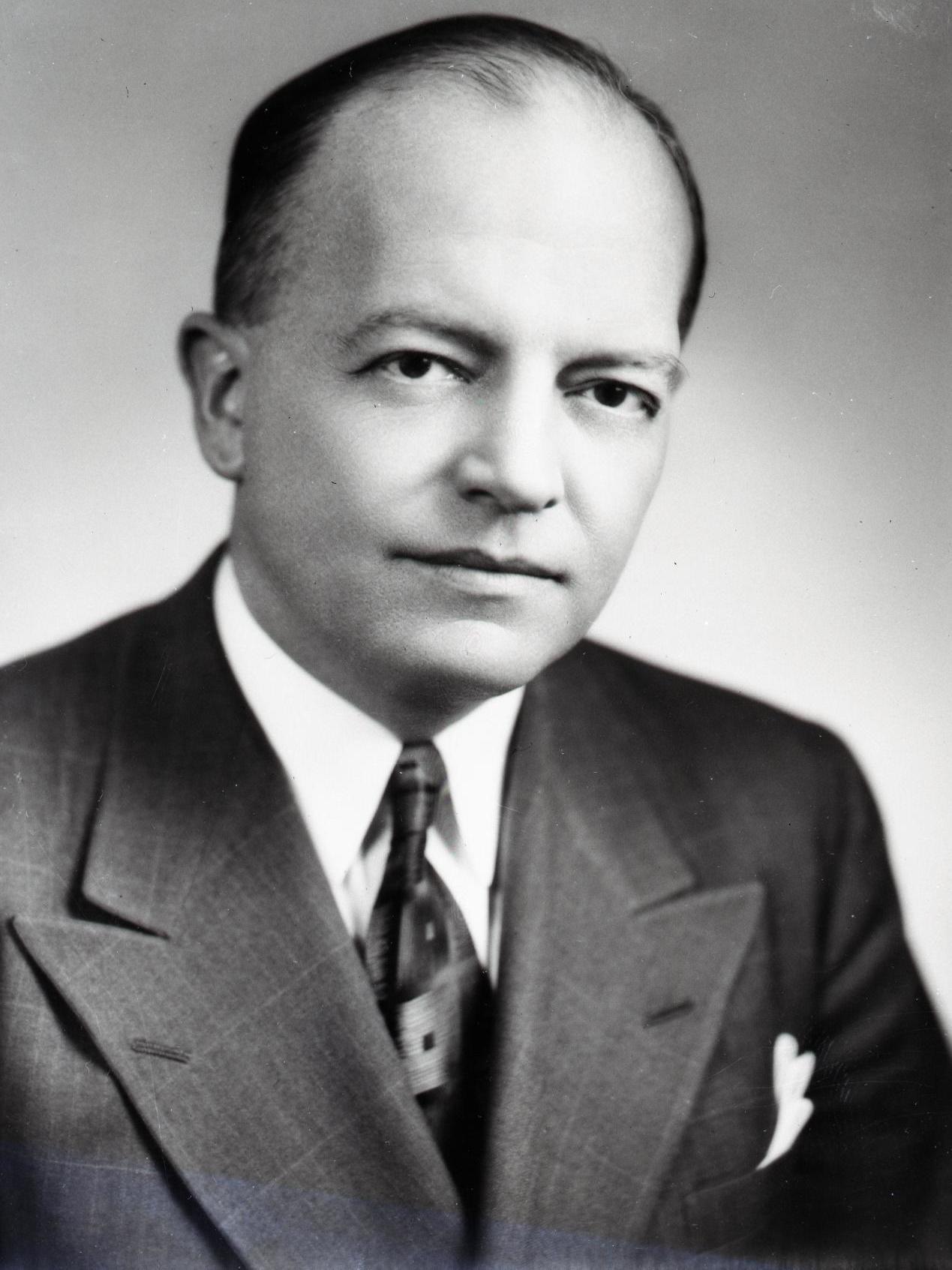
Gobernador Harold Stassen de Minnesota.
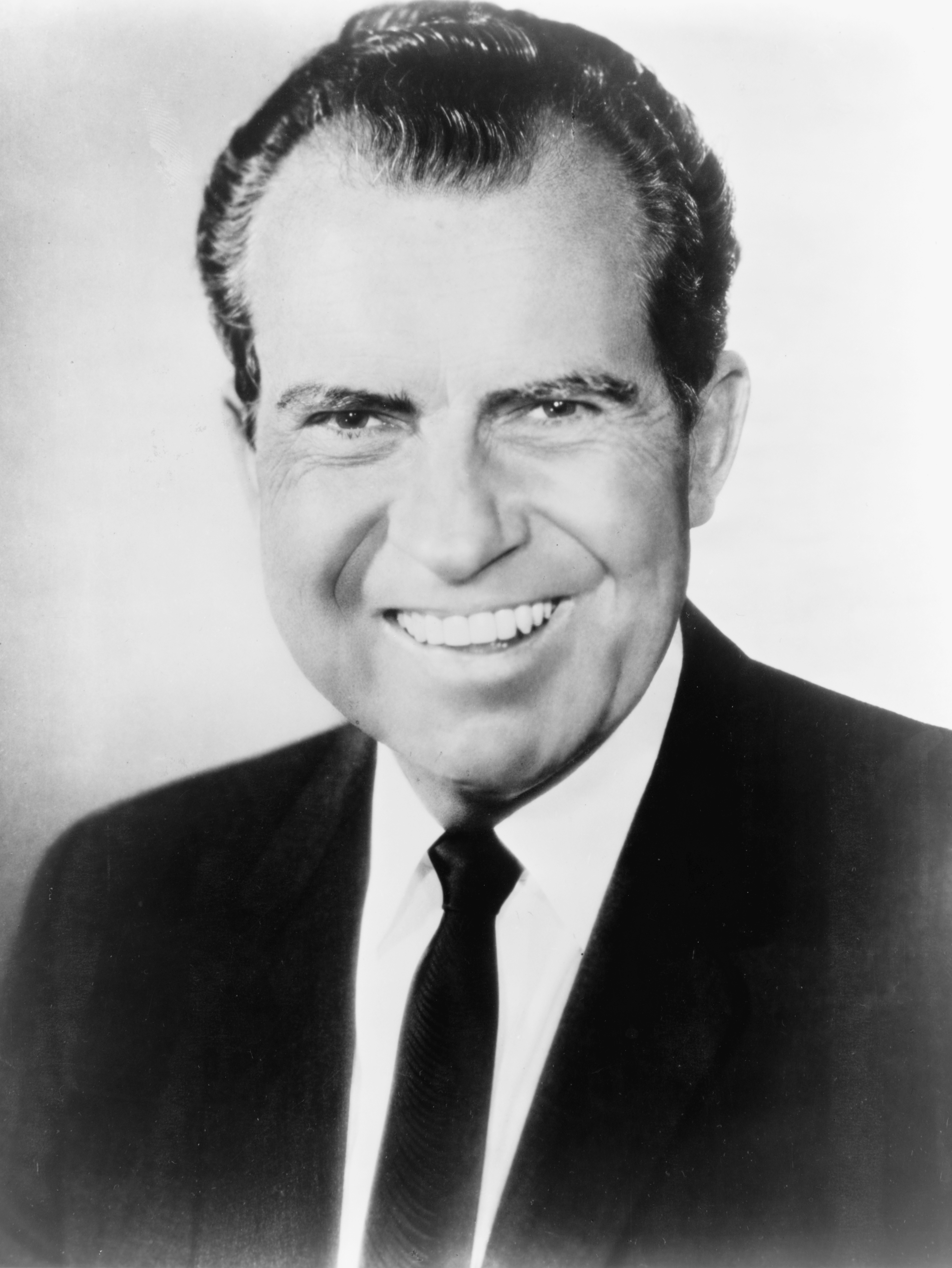
Ex-vicepresidente Richard Nixon de California.

#### Primarias
En 1964, el Partido Republicano estaba muy dividido entre sus facciones conservadora y liberal moderada. El exvicepresidente Richard Nixon, que había sido derrotado por Kennedy en las elecciones presidenciales de 1960, decidió no presentarse como candidato. Nixon, un moderado con vínculos con ambas alas del Partido Republicano, había sido capaz de unir a las facciones en 1960; en su ausencia, el camino quedó libre para que las dos facciones se embarcaran en una dura campaña por la nominación. Barry Goldwater, senador de Arizona, era el campeón de los conservadores. Históricamente, los conservadores habían estado radicados en el Medio Oeste estadounidense, pero a partir de los años 50 habían ido ganando poder en el Sur y el Oeste, y el núcleo del apoyo de Goldwater provenía de republicanos conservadores suburbanos. Los conservadores favorecían un gobierno federal pequeño y con bajos impuestos que apoyara los derechos individuales y los intereses empresariales, y se oponían a los programas de bienestar social. También apoyaban una política exterior internacionalista e intervencionista. Los conservadores estaban descontentos con el predominio del ala moderada del Partido Republicano, que tenía su base en el noreste de Estados Unidos. Desde 1940, los moderados del Este habían derrotado a los candidatos presidenciales conservadores en las convenciones nacionales del Partido Republicano. Los conservadores creían que los republicanos del Este se diferenciaban poco de los demócratas liberales en su filosofía y su enfoque del gobierno. El principal oponente de Goldwater a la nominación republicana era Nelson Rockefeller, gobernador de Nueva York y durante mucho tiempo líder de la facción liberal del Partido Republicano.
En 1961, un grupo de veintidós conservadores, encabezados por el representante de Ohio John M. Ashbrook, el abogado y editor de National Review William A. Rusher y el académico F. Clifton White, se reunieron en privado en Chicago para discutir la formación de una organización de base para asegurar la nominación de un conservador como candidato republicano en 1964. La sede principal de la organización se estableció en la Suite 3505 del edificio Chanin en la ciudad de Nueva York, lo que llevó a los miembros a referirse a sí mismos como el "Comité de la Suite 3505". Después de las elecciones de mitad de período de 1962, respaldaron formalmente a Goldwater, quien les notificó que no quería postularse a la presidencia. En abril de 1963, formaron el Comité del Proyecto Goldwater, presidido por el presidente del Partido Republicano de Texas, Peter O'Donnell. El comité consolidó la creciente fuerza conservadora en el Oeste y el Sur, y comenzó a trabajar para obtener el control de los partidos estatales en el Medio Oeste de manos de los republicanos liberales. Durante el resto del año, la especulación sobre una posible candidatura de Goldwater creció y el activismo y los esfuerzos de base entre los republicanos conservadores se expandieron.
Inicialmente, Rockefeller fue considerado el favorito, por delante de Goldwater. Sin embargo, en 1963, dos años después de que Rockefeller se divorciara de su primera esposa, se volvió a casar con Margaretta "Happy" Murphy, que era casi 18 años menor que él, acababa de divorciarse de su marido y le había entregado sus cuatro hijos bajo su custodia.El hecho de que Murphy se hubiera divorciado repentinamente de su marido antes de casarse con Rockefeller dio lugar a rumores de que Rockefeller había estado teniendo una relación extramatrimonial con Margaretta. Esto enfureció a muchos conservadores sociales y votantes femeninas dentro del Partido Republicano, muchas de las cuales llamaron a Rockefeller un "robaesposas". Después de su nuevo matrimonio, la ventaja de Rockefeller entre los republicanos perdió 20 puntos de la noche a la mañana.El senador Prescott Bush de Connecticut, padre del futuro presidente George H. W. Bush y abuelo del futuro presidente George W. Bush, estuvo entre los críticos de Rockefeller sobre este tema: "¿Hemos llegado al punto en nuestra vida como nación en que el gobernador de un gran estado -alguien que quizás aspire a la nominación para presidente de los Estados Unidos- pueda abandonar a una buena esposa, madre de sus hijos adultos, divorciarse de ella y luego persuadir a una joven madre de cuatro niños pequeños para que abandone a su marido y a sus cuatro hijos y se case con el gobernador?"
En las primeras primarias, en New Hampshire, tanto Rockefeller como Goldwater eran considerados los favoritos, pero los votantes dieron en cambio una sorprendente victoria al candidato independiente y  embajador de Estados Unidos en Vietnam del Sur, Henry Cabot Lodge Jr., que fue compañero de fórmula de Nixon en 1960 y exsenador de Massachusetts. Ganó las primarias de Massachusetts y Nueva Jersey, antes de retirar su candidatura porque finalmente había decidido que no quería la nominación republicana.
A pesar de su derrota en New Hampshire, Goldwater siguió adelante y ganó las primarias de Illinois, Texas e Indiana, con poca oposición, y las primarias de Nebraska, después de un duro desafío por parte de un movimiento que apoyaba el reclutamiento de Nixon. Goldwater también ganó varias asambleas estatales y reunió incluso más delegados. Mientras tanto, Nelson Rockefeller ganó las primarias de Virginia Occidental y Oregón contra Goldwater, y William Scranton ganó en su estado natal de Pensilvania. Tanto Rockefeller como Scranton también ganaron varios caucus, principalmente en el noreste.
El enfrentamiento final entre Goldwater y Rockefeller fue en las primarias de California. A pesar de las acusaciones previas sobre su matrimonio, Rockefeller lideraba a Goldwater en la mayoría de las encuestas de opinión en California, y parecía encaminarse a la victoria cuando su nueva esposa dio a luz a un hijo, Nelson Rockefeller Jr., tres días antes de las primarias.El nacimiento de su hijo puso el tema del adulterio en el centro de la escena, y Rockefeller repentinamente perdió terreno en las encuestas. Combinado con los esfuerzos dedicados y ampliados de los conservadores de Goldwater y la organización superior,Goldwater ganó las primarias por un estrecho margen de 51-48%, eliminando así a Rockefeller como un contendiente serio y asegurando prácticamente la nominación. Con la eliminación de Rockefeller, los moderados y liberales del partido se volvieron hacia William Scranton, el gobernador de Pensilvania, con la esperanza de que pudiera detener a Goldwater. Sin embargo, cuando comenzó la Convención Republicana, Goldwater era visto como el gran favorito para ganar la nominación. Esto fue notable, ya que significó un cambio hacia un Partido Republicano de tendencia más conservadora.
Voto popular total:
- Barry Goldwater – 2,267,079 (38.33%)
- Nelson Rockefeller – 1,304,204 (22.05%)
- Jim Rhodes – 615,754 (10.41%)
- Henry Cabot Lodge Jr. – 386,661 (6.54%)
- John W. Byrnes – 299,612 (5.07%)
- William Scranton – 245,401 (4.15%)
- Margaret Chase Smith – 227,007 (3.84%)
- Richard Nixon – 197,212 (3.33%)
- No comprometido – 173,652 (2.94%)
- Harold Stassen – 114,083 (1.93%)
- Otros – 58,933 (0.99%)
- Lyndon B. Johnson (por escrito) – 23,406 (0.40%)
- George W. Romney – 1,955 (0.03%)

#### Convención
La Convención Nacional Republicana de 1964, celebrada del 13 al 16 de julio en el estadio Cow Palace de Daly City, California, fue una de las más enconadas de la historia republicana. Los moderados y conservadores del partido expresaron abiertamente su desprecio mutuo. Rockefeller fue abucheado ruidosamente cuando subió al podio para pronunciar su discurso; en su discurso, criticó rotundamente a los conservadores del partido, lo que llevó a muchos conservadores en las tribunas a gritarle y vociferarle. Un grupo de moderados intentó apoyar a Scranton para detener a Goldwater, pero las fuerzas de Goldwater fácilmente hicieron a un lado su desafío, y Goldwater fue nominado en la primera votación. El recuento presidencial fue el siguiente:
- Barry Goldwater – 883
- William Scranton – 214
- Nelson Rockefeller – 114
- George W. Romney – 41
- Margaret Chase Smith – 27
- Walter Judd – 22
- Hiram Fong – 5
- Henry Cabot Lodge Jr. – 2

La nominación a la vicepresidencia recayó en el poco conocido presidente del Partido Republicano, William E. Miller, un representante del oeste de Nueva York. Goldwater declaró que eligió a Miller simplemente porque "vuelve loco a [el presidente] Johnson". Esta sería la única candidatura republicana entre 1952 y 1972 que no incluía a Nixon.
Al aceptar su nominación, Goldwater pronunció su frase más famosa (una cita de Cicerón sugerida por el redactor de discursos Harry Jaffa): "Quiero recordarles que el extremismo en la defensa de la libertad no es un vicio. Y permítanme recordarles también que la moderación en la búsqueda de la justicia no es una virtud".La aparente admisión de Goldwater de ser un extremista alarmó a muchos moderados que luego votarían por Johnson en las elecciones generales.
Después de la convención, muchos moderados, incluido Rockefeller, se negaron a apoyar a Goldwater.

## Elección general

### Campaña

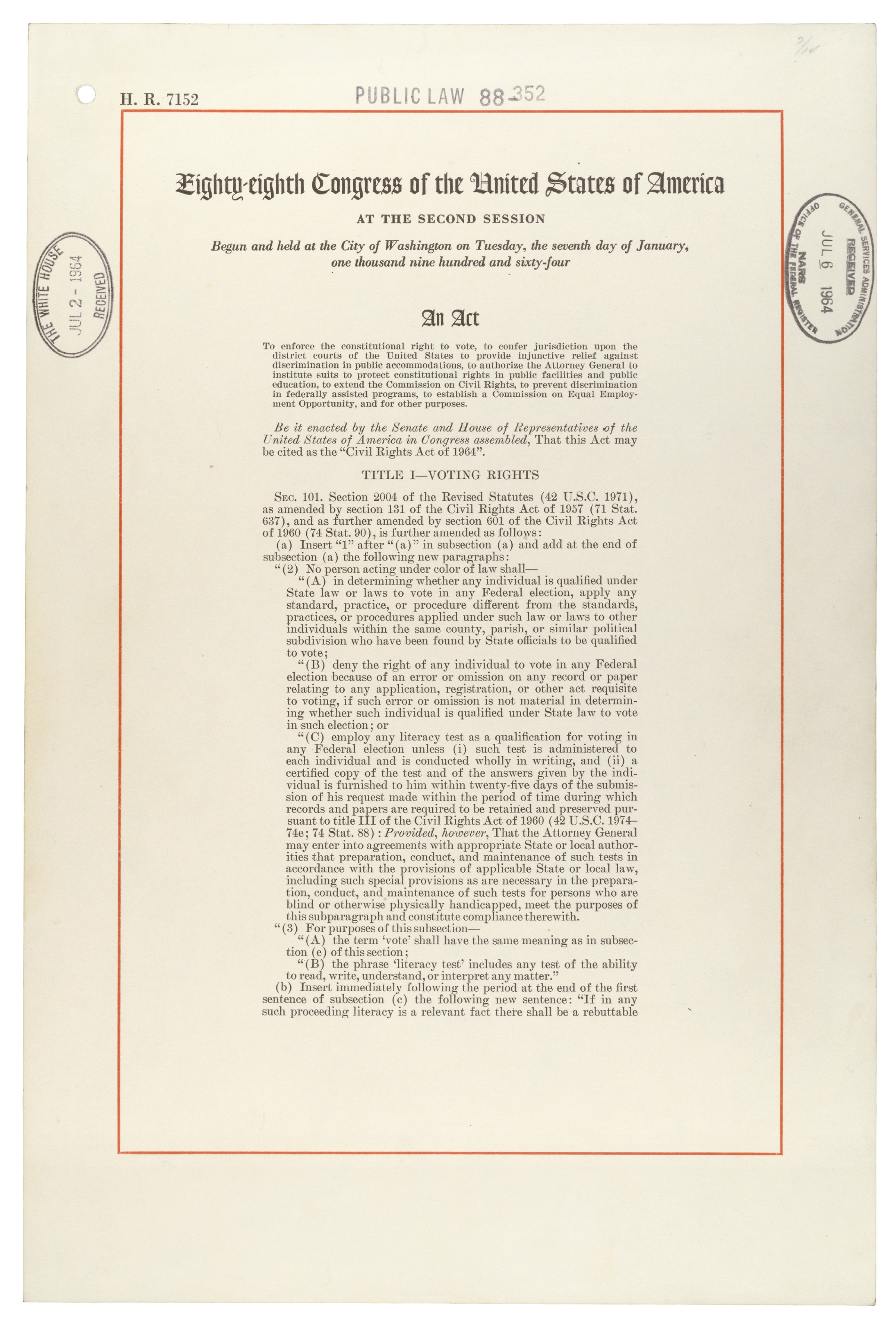
Primera página de la Ley de Derechos Civiles de 1964

Aunque Goldwater había tenido éxito en su intento de reunir a los conservadores, no logró ampliar su base de apoyo para las elecciones generales. Poco antes de la Convención Republicana, se había distanciado de los republicanos moderados y liberales con su voto en contra de la Ley de Derechos Civiles de 1964, a la que se oponía debido a su opinión de que era inconstitucional,y que Johnson había apoyado tras la muerte de Kennedy y la había convertido en ley. Aunque era un firme defensor de la igualdad racial, habiendo votado a favor de las leyes de derechos civiles de 1957 y 1960 y de la 24.ª Enmienda a la Constitución, Goldwater creía que la desegregación era principalmente una cuestión de derechos de los estados, más que una política nacional. Por ello, creía que la ley de 1964 era inconstitucional. El voto de Goldwater en contra de la legislación ayudó a que los afroamericanos apoyaran abrumadoramente a Johnson.
Goldwater también se vio afectado por la renuencia de muchos republicanos moderados prominentes a apoyarlo. Los gobernadores Nelson Rockefeller de Nueva York y George W. Romney de Michigan se negaron a respaldar a Goldwater debido a su postura sobre los derechos civiles y su propuesta de hacer voluntaria la Seguridad Social, y no hicieron campaña por él. Por otro lado, el exvicepresidente Richard Nixon y el gobernador William Scranton de Pensilvania apoyaron lealmente la candidatura republicana e hicieron campaña por Goldwater, aunque Nixon no estaba del todo de acuerdo con las posturas políticas de Goldwater y dijo que "sería una tragedia" si la plataforma de Goldwater no fuera "cuestionada y repudiada" por los republicanos. Scranton también sintió que la propuesta de Goldwater de voluntarizar la Seguridad Social era el "peor tipo de responsabilidad fiscal".El New York Herald-Tribune, una voz para los republicanos del este (y un objetivo para los activistas de Goldwater durante las primarias), apoyó a Johnson en las elecciones generales. Algunos moderados incluso formaron una organización llamada "Republicanos por Johnson", aunque la mayoría de los políticos republicanos más destacados evitaron ser asociados con ella.El descontento republicano con Goldwater fue el foco del famoso anuncio de la campaña de Johnson "Confesiones de un republicano".
La revista Fact publicó un artículo en el que se sondeaba a psiquiatras de todo el país sobre la cordura de Goldwater. Unos 1.189 psiquiatras parecían estar de acuerdo en que Goldwater era "emocionalmente inestable" y no apto para el cargo, aunque ninguno de los miembros lo había entrevistado. El artículo recibió una gran publicidad y dio lugar a un cambio en las directrices éticas de la Asociación Estadounidense de Psiquiatría, ahora conocida como la regla Goldwater. En una demanda por difamación, un tribunal federal concedió a Goldwater un dólar en daños compensatorios y 75.000 dólares en daños punitivos.
El fuerte apoyo de Eisenhower podría haber sido una ventaja para la campaña de Goldwater, pero en cambio, su ausencia se notó claramente. Cuando se le preguntó sobre las capacidades presidenciales del hermano menor del expresidente, el administrador universitario Milton S. Eisenhower, en julio de 1964, Goldwater respondió: "Un Eisenhower en una generación es suficiente". Sin embargo, Eisenhower no repudió abiertamente a Goldwater, e hizo un anuncio de televisión para la campaña de Goldwater.Una celebridad prominente de Hollywood que apoyó vigorosamente a Goldwater fue Ronald Reagan. Reagan dio un discurso televisado bien recibido en apoyo de Goldwater; fue tan popular que los asesores de Goldwater lo transmitieron en estaciones de televisión locales de todo el país. Muchos historiadores consideran que este discurso - "Un momento para elegir" - marcó el comienzo de la transformación de Reagan de actor a líder político. En 1966, Reagan sería elegido gobernador de California.
Goldwater no tenía vínculos con el Ku Klux Klan (KKK), pero fue respaldado públicamente por miembros de la organización.Lyndon B. Johnson explotó esta asociación durante las elecciones,pero Goldwater prohibió al KKK apoyarlo y los denunció.

### Resultados detallados

Los resultados por condados obscurecidos según el porcentaje del candidato ganador.

| Candidato presidencial | Candidato presidencial | Partido                                          | Estado natal           | Voto popular           | Voto popular | Voto Electoral | Compañero de fórmula    | Estado natal del compañero | Voto electoral RM |
| Candidato presidencial | Candidato presidencial | Partido                                          | Estado natal           | Conteo                 | Pct          | Voto Electoral | Compañero de fórmula    | Estado natal del compañero | Voto electoral RM |
| ---------------------- | ---------------------- | ------------------------------------------------ | ---------------------- | ---------------------- | ------------ | -------------- | ----------------------- | -------------------------- | ----------------- |
|                        | Lyndon Baines Johnson  | Demócrata                                        | Texas                  | 43,127,041             | 61.1%        | 486            | Hubert Horatio Humphrey | Minnesota                  | 486               |
|                        | Barry Morris Goldwater | Republicano                                      | Arizona                | 27,175,754             | 38.5%        | 52             | William Edward Miller   | Nueva York                 | 52                |
|                        | Eric Hass              | Socialista Laborista                             | Nueva York             | 45,189                 | 0.0%         | 0              | Henning A. Blomen       | Massachusetts              | 0                 |
|                        | Clifton DeBerry        | Socialista de los Trabajadores                   | Illinois               | 32,706                 | 0.0%         | 0              | Ed Shaw                 | Míchigan                   | 0                 |
|                        | Earle Harold Munn      | Prohibición                                      | Míchigan               | 23,267                 | 0.0%         | 0              | Mark R. Shaw            | Míchigan                   | 0                 |
|                        | John Kasper            | Partido Nacional por los Derechos de los Estados | Nueva York             | 6,953                  | 0.0%         | 0              | Jesse Benjamin Stoner   | Georgia                    | 0                 |
|                        | Joseph B. Lightburn    | Constitucional                                   | Virginia Occidental    | 5,061                  | 0.0%         | 0              | Theodore Billings       |                            | 0                 |
| Otros                  | Otros                  | Otros                                            | Otros                  | 336,489                | 0.5%         | –              | Otros                   | Otros                      | –                 |
| Total                  | Total                  | Total                                            | 70,651,298             | 100 %                  | 538          |                |                         |                            | 538               |
| Necesitados para ganar | Necesitados para ganar | Necesitados para ganar                           | Necesitados para ganar | Necesitados para ganar | 270          |                |                         |                            | 270               |

### Estados cercanos
1. Arizona, 0.99%
2. Idaho, 1.83%
3. Florida, 2.30%